# Polanka (rejon wilejski)
Polanka (biał. Палянка; ros. Полянка) – chutor na Białorusi, w obwodzie mińskim, w rejonie wilejskim, w sielsowiecie Chocieńczyce.

## Historia
W czasach zaborów zaścianek prywatny w powiecie wilejskim, w guberni wileńskiej Imperium Rosyjskiego. W 1866 w 1 domu zamieszkiwało 5 osób.
W latach 1921–1945 zaścianek leżał w Polsce, w województwie wileńskim, w powiecie wilejskim, w gminie Chocieńczyce.
Według Powszechnego Spisu Ludności z 1921 roku zamieszkiwało tu 23 osoby, 2 były wyznania rzymskokatolickiego a 21 prawosławnego. Jednocześnie 11 mieszkańców  zadeklarowało polską a 12 białoruską przynależność narodową. Były tu 3 budynki mieszkalne. W 1931 w 5 domach zamieszkiwało 25 osób.
Wierni należeli do parafii rzymskokatolickiej w Ilji i prawosławnej w Chocieńczycach. Miejscowość podlegała pod Sąd Grodzki w Ilji i Okręgowy w Wilnie; właściwy urząd pocztowy mieścił się w Chocieńczycach.
W wyniku napaści ZSRR na Polskę we wrześniu 1939 miejscowość znalazła się pod okupacją sowiecką. 2 listopada została włączona do Białoruskiej SRR. Od czerwca 1941 roku pod okupacją niemiecką. W 1944 miejscowość została ponownie zajęta przez wojska sowieckie i włączona do Białoruskiej SRR.
Od 1991 w składzie niepodległej Białorusi.